# 2023年珠海网球冠军赛
华发股份2023年珠海网球冠军赛，即第2届珠海网球冠军赛，是2023年ATP巡回赛之一，于9月20日-26日在广东省珠海市举行。比赛场地位于珠海横琴国际网球中心的室外硬地球场。受到2019冠状病毒病疫情影响，这是2019年后珠海网球冠军赛再度正常举行。
卡连·哈恰诺夫在决赛中战胜了西冈良仁获得单打冠军，这是他的第5个巡回赛单打冠军，也是在2018年后再度获得巡回赛单打冠军。
杰米·穆雷和迈克尔·维纳斯获得了双打冠军，这是两人合作获得的第4个巡回赛冠军。
| 项目 | 冠军                    | 亚军                          | 比分          |
| ---- | ----------------------- | ----------------------------- | ------------- |
| 单打 | 卡连·哈恰诺夫           | 西冈良仁                      | 7–6(7–2), 6–1 |
| 双打 | 杰米·穆雷 迈克尔·维纳斯 | 纳撒尼尔·拉蒙斯 杰克森·威思罗 | 6–4, 6–4      |